# Salitre de Abajo
Salitre de Abajo är en ort i Mexiko.   Den ligger i kommunen Huejuquilla el Alto och delstaten Jalisco, i den centrala delen av landet, 600 km nordväst om huvudstaden Mexico City. Salitre de Abajo ligger 1 645 meter över havet och antalet invånare är 103.
Terrängen runt Salitre de Abajo är huvudsakligen kuperad, men åt nordost är den platt. Runt Salitre de Abajo är det glesbefolkat, med 14 invånare per kvadratkilometer. Närmaste större samhälle är Huejuquilla, 6,1 km norr om Salitre de Abajo. I omgivningarna runt Salitre de Abajo växer huvudsakligen savannskog.